# Ricardo de la Torriente
Ricardo de la Torriente y de la Torriente (c. 1869-1934) fue un dibujante, caricaturista, político y periodista cubano.

## Biografía
Nacido en la década de 1860 en la ciudad cubana de Matanzas y de ascendencia montañesa, era hijo de Calixto de la Torriente y Fernández y de su prima Ciriaca de la Torriente y de la Rosa. Se dedicó a la ilustración de periódicos, entre ellos El Álbum, El Fígaro, del que fue director artístico, y La Lucha, donde colaboró con asiduidad, además de dirigir La Política Cómica. En 1891 habría marchado a México. Fue creador del personaje Liborio.
En su faceta como político fue miembro de la Cámara de Representantes de Cuba. Nombrado correspondiente de la Real Academia de Bellas Artes de San Fernando, llegó a ser condecorado con una gran cruz de Isabel la Católica. Falleció hacia finales de septiembre de 1934. Tras su muerte una propiedad suya, el «Sitio de Liborio», fue donada al Bando de Piedad. Veraneaba en Sobremazas.